# Primi ministri della Cecoslovacchia
Lista di primi ministri della Cecoslovacchia:

## Lista
- Karel Kramář: 14 novembre 1918 - 8 luglio 1919 (Partito Nazionale Democratico Cecoslovacco)
- Vlastimil Tusar: 8 luglio 1919 - 15 settembre 1920 (Partito Socialdemocratico Cecoslovacco)
- Jan Černý: 15 settembre 1920 - 26 settembre 1921 (Indipendente)
- Edvard Beneš: 26 settembre 1921 - 7 ottobre 1922 (Partito Socialista Cecoslovacco)
- Antonín Švehla: 7 ottobre 1922 - 18 marzo 1926 (Partito Repubblicano dei Fattori e dei Contadini)
- Jan Černý: 18 marzo - 12 ottobre 1926 (Indipendente)
- Antonín Švehla: 12 ottobre 1926 - 1º febbraio 1929 (Partito Repubblicano dei Fattori e dei Contadini)
- František Udržal: 1º febbraio 1929 - 24 ottobre 1932 (Partito Repubblicano dei Fattori e dei Contadini)
- Jan Malypetr: 29 ottobre 1932 - 5 novembre 1935 (Partito Repubblicano dei Fattori e dei Contadini)
- Milan Hodža: 5 novembre 1935 - 22 settembre 1938 (Partito Repubblicano dei Fattori e dei Contadini)
- Jan Syrový: 22 settembre - 1º dicembre 1938 (Indipendente)
- Rudolf Beran: 1º dicembre 1938 - 15 marzo 1939 (Partito d'Unità Nazionale)
- Zdeněk Fierlinger: 5 aprile 1945 - 2 luglio 1946 (Partito Socialdemocratico Cecoslovacco)
- Klement Gottwald: 2 luglio 1946 - 15 giugno 1948 (Partito Comunista di Cecoslovacchia)
- Antonín Zápotocký: 15 giugno 1948 - 14 marzo 1953 (Partito Comunista di Cecoslovacchia)
- Viliam Široký: 21 marzo 1953 - 19 settembre 1963 (Partito Comunista di Cecoslovacchia)
- Jozef Lenárt: 20 settembre 1963 - 8 aprile 1968 (Partito Comunista di Cecoslovacchia)
- Oldřich Černík: 8 aprile 1968 - 28 gennaio 1970 (Partito Comunista di Cecoslovacchia)
- Lubomír Štrougal: 28 gennaio 1970 - 12 ottobre 1988 (Partito Comunista di Cecoslovacchia)
- Ladislav Adamec: 12 ottobre 1988 - 7 dicembre 1989 (Partito Comunista di Cecoslovacchia)
- Marián Čalfa: 7 dicembre 1989 - 2 luglio 1992 (formalmente in carica dal 10 dicembre 1989); (Partito Comunista di Cecoslovacchia; Pubblico Contro la Violenza; Unione Civica Democratica)
- Jan Stráský: 2 luglio - 31 dicembre 1992 (Partito Democratico Civico)

## Primi ministri del Protettorato di Boemia e Moravia
- Rudolf Beran: 15 marzo - 27 aprile 1939 (ad interim); (Associazione Nazionale)
- Alois Eliáš: 27 aprile 1939 - 28 settembre 1941 (Associazione Nazionale)
- Jaroslav Krejčí: 19 gennaio 1942 - 19 gennaio 1945 (Associazione Nazionale)
- Richard Bienert: 19 gennaio - 5 maggio 1945 (Associazione Nazionale)

## Primi ministri della Prima Repubblica Slovacca
- Jozef Tiso: 14 marzo - 17 ottobre 1939 (Partito Popolare Slovacco di Hlinka)
- Vojtech Tuka: 27 ottobre 1939 - 5 settembre 1944 (Partito Popolare Slovacco di Hlinka)
- Štefan Tiso: 5 settembre 1944 - 4 aprile 1945 (Partito Popolare Slovacco di Hlinka)

## Primo ministro della Cecoslovacchia in esilio
- Jan Šrámek: 21 luglio 1940 - 5 aprile 1945 (Partito Popolare Cecoslovacco)